# Centralismo democratico
Il Centralismo democratico è un  principio di organizzazione interna usato dai partiti politici leninisti, e il termine è qualche volta usato come un sinonimo per qualsiasi politica leninista all'interno di un partito. L'aspetto democratico di questo metodo organizzativo consiste nella libertà dei membri del partito di discutere e dibattere su politica e direzione, ma una volta che la decisione del partito è scelta dal voto della maggioranza, tutti i membri si impegnano a sostenere quella decisione. Quest'ultimo aspetto rappresenta il centralismo. Come lo descriveva Lenin, il centralismo democratico consiste in "libertà di discussione, unità d'azione".

## Descrizione
Gli statuti delle organizzazioni leniniste avevano definito i seguenti principi-base del centralismo democratico:
1. Carattere elettivo e revocabile di tutti gli organi di partito dalla base al vertice.
2. Tutte le strutture devono rendere conto regolarmente del loro operato a chi li ha eletti e agli organi superiori.
3. Una rigida e responsabile disciplina nel partito, subordinazione della minoranza alla maggioranza.
4. Libertà di critica e autocritica all'interno del partito.
5. Le decisioni degli organi superiori sono vincolanti per gli organi inferiori.
6. Cooperazione collettiva di tutti gli organi al lavoro e alla direzione e contemporaneamente responsabilità individuale di ogni membro del partito sul proprio operato.
7. Il guadagno dei politici e delle figure di amministrazione deve essere uguale a quello di un normale lavoratore.

L'opera Che fare? del 1902 è spesso vista come il testo fondante del centralismo democratico. A quel tempo, il centralismo democratico era generalmente visto come un insieme di principi per l'organizzazione di un partito rivoluzionario dei lavoratori. Il modello di Lenin per questo partito, che secondo lui doveva seguire i principi del centralismo democratico, era il Partito Socialdemocratico di Germania.
La dottrina del centralismo democratico fu uno dei motivi dei contrasti fra bolscevichi e menscevichi. I menscevichi propugnavano una più lasca disciplina di partito all'interno del Partito Operaio Socialdemocratico Russo nel 1903, come fece Lev Trockij, negli scritti I nostri doveri politici, fino a quando Trockij si unì ai bolscevichi nel 1917.
Il centralismo democratico fu anche descritto nella Costituzione sovietica del 1977 come un principio per organizzare lo stato: "Lo stato sovietico è organizzato e funziona sul principio del centralismo democratico, cioè il carattere elettivo di tutti gli organi dell'autorità statale dal più basso al più alto, la loro responsabilità verso il popolo, e l'obbligo degli organi inferiori di sottostare alle decisioni degli organi superiori. Il centralismo democratico unisce l'autorità centrale con l'attività creativa e l'iniziativa locale e con la responsabilità di ogni organo e funzionario sul lavoro affidato a loro".
A ben guardare, il centralismo democratico viene adottato attualmente nel funzionamento normale di quasi tutti i partiti dei paesi democratici, dove si prevede che i ministri, i deputati o qualsiasi membro del partito, una volta presa una decisione all'interno dell'organo, devono portarla avanti senza operare in senso contrario ai danni dell'organo collegiale. I membri dissenzienti sono in genere tenuti a dimettersi, potendo manifestare il proprio dissenso dopo le dimissioni. Più una forma di governo si basa sulla disciplina di partito a scapito dell'iniziativa individuale diretta (ad esempio il modello anglo-americano), più il centralismo democratico è il principio ferreo di funzionamento del partito.